# Municipio de Kuldīga
El municipio de Kuldīgas (en Letón: Kuldīgas novads) es uno de los 36 municipios de Letonia, se encuentra localizado en el oeste de dicho país báltico. Fue creado durante el año 2009 después de una reorganización territorial. La capital es la villa de Kuldīga.

## Subdivisiones
- Ēdoles pagasts (zona rural)
- Gudenieku pagasts (zona rural)
- Īvandes pagasts (zona rural)
- Kabiles pagasts (zona rural)
- Kuldīga (villa)
- Kurmāles pagasts (zona rural)
- Laidu pagasts (zona rural)
- Padures pagasts (zona rural)
- Pelču pagasts (zona rural)
- Rendas pagasts (zona rural)
- Rumbas pagasts (zona rural)
- Snēpeles pagasts (zona rural)
- Turlavas pagasts (zona rural)
- Vārmes pagasts (zona rural)

## Población y territorio
Su población se encuentra compuesta por un total de 27.430 personas (2009). La superficie de este municipio abarca una extensión de territorio de unos 1.756,70 kilómetros cuadrados. La densidad poblacional es de 15,61 habitantes por cada kilómetro cuadrado.